# Magdalena Warkoczewska
Magdalena Warkoczewska (ur. w Okocimiu) – polska historyk sztuki, badaczka ikonografii dawnego Poznania.

## Życiorys
Przyjechała do Poznania z Małopolski po zakończeniu II wojny światowej. Ukończyła historię sztuki na Uniwersytecie im. Adama Mickiewicza w Poznaniu, gdzie następnie uzyskała stopień naukowy doktora. W trakcie studiów podjęła pracę kustosza w Muzeum Historii Miasta Poznania, którym następnie kierowała w latach 1978–1992.
Przez wiele lat pełniła funkcję wiceprezesa Towarzystwa Miłośników Miasta Poznania, przez siedemnaście lat była także członkiem kolegium redakcyjnego kwartalnika Kronika Miasta Poznania. Inicjatorka wystaw, takich jak Romantycy i pozytywiści (1975), Posnania Elegans Poloniae Civitas – Poznań piękne miasto w Polsce (1985) oraz Pozdrów Wuja, pisuj częściej do mnie! Pocztówki z widokami dawnego Poznania 1898-1939 (1995). W 1997, „w uznaniu zasług położonych dla badań nad dziejami Poznania, a zwłaszcza jego ikonografii oraz na polu popularyzacji ich wyników poprzez liczne publikacje i wystawy”, Rada Miasta Poznania przyznała jej odznaczenie „Zasłużony dla Miasta Poznania”.

## Wybrane publikacje
Opracowano na podstawie materiału źródłowego.
- Widoki starego Poznania. Źródła ikonograficzne do zabudowy miasta z wieków XVII-XIX (1960)
- Poznań na starej fotografii (1967)
- Dawny Poznań. Widoki i fotografie miasta z lat 1618-1939 (1975)
- Zbiory PTPN w Muzeum Narodowym w Poznaniu (1982)
- Malarstwo i grafika epoki romantyzmu w Wielkopolsce (1984)
- Kartki z podróży bliskich i dalekich. Pocztówki z przełomu XIX i XX w. w zbiorach Muzeum Historii Miasta Poznania (1993)
- Pocztówki z widokami dawnego Poznania. Katalog zbiorów MNP (1995)
- Pejzaż miasta. Poznań w malarstwie i grafice (2000)